# Hvězdárna Ďáblice
Hvězdárna Ďáblice se nachází v Ďáblickém háji na východním okraji vrchu Ládví na buližníkovém útvaru nazvaném „Na vyhlídce“. V nadmořské výšce 325 metrů ji mezi roky 1954 a 1956 v rámci akce Z zbudovali členové Astronomického kroužku při osvětové besedě. Hvězdárna má dvě kopule pro pozorování. Dnes je organizačně spojena se Štefánikovou hvězdárnou na pražském Petříně a od roku 1979 je třetím střediskem Hvězdárny a planetária hlavního města Prahy.
Na stavbu byly použity zbylé panely z výstavby prvního panelového domu v Praze. V roce 1970 byla východně od hlavní budovy postavena třetí celokovová kopule o průměru 3,5 m.Od roku 2016 je také jedna z mála hvězdáren v ČR, která umožňuje pozorování i paraplegikům. Je to dáno speciální konstrukcí dalekohledu, tzv. Coudé systém, který nevyžaduje složitý přístup k okulárům po štaflích.
Vybavení západní kopule, včetně refraktoru o průměru objektivu 190 milimetrů a ohniskovou vzdáleností 3 000 milimetrů, pochází z bývalé soukromé hvězdárny Františka Fischera v Podolí. Jedná se pravděpodobně o nejstarší dalekohled v ČR, který stále slouží veřejnosti; jeho vznik je datovaný nejpozději do roku 1903. Na německé paralaktické montáži jsou spolu s ním umístěny další dva dalekohledy: moderní přístroj na pozorování sluneční chromosféry s H-alfa filtrem, nověji pak zrcadlový fotografický dalekohled o průměru 300 mm s kamerou připojenou k počítači. Ve východní, bezbariérově přístupné kopuli se nachází dva dalekohledy, refraktor o průměru objektivu 150 mm a zrcadlový dalekohled o průměru 400 mm.
Hvězdárna slouží jak k veřejným, tak odborným pozorováním noční oblohy a Slunce. Zároveň nabízí bohatý doprovodný program zahrnující nejen různé astronomické, přírodovědné nebo cestopisné přednášky, ale také filmové večery a kroužky pro děti.
Galerie obrázků: 

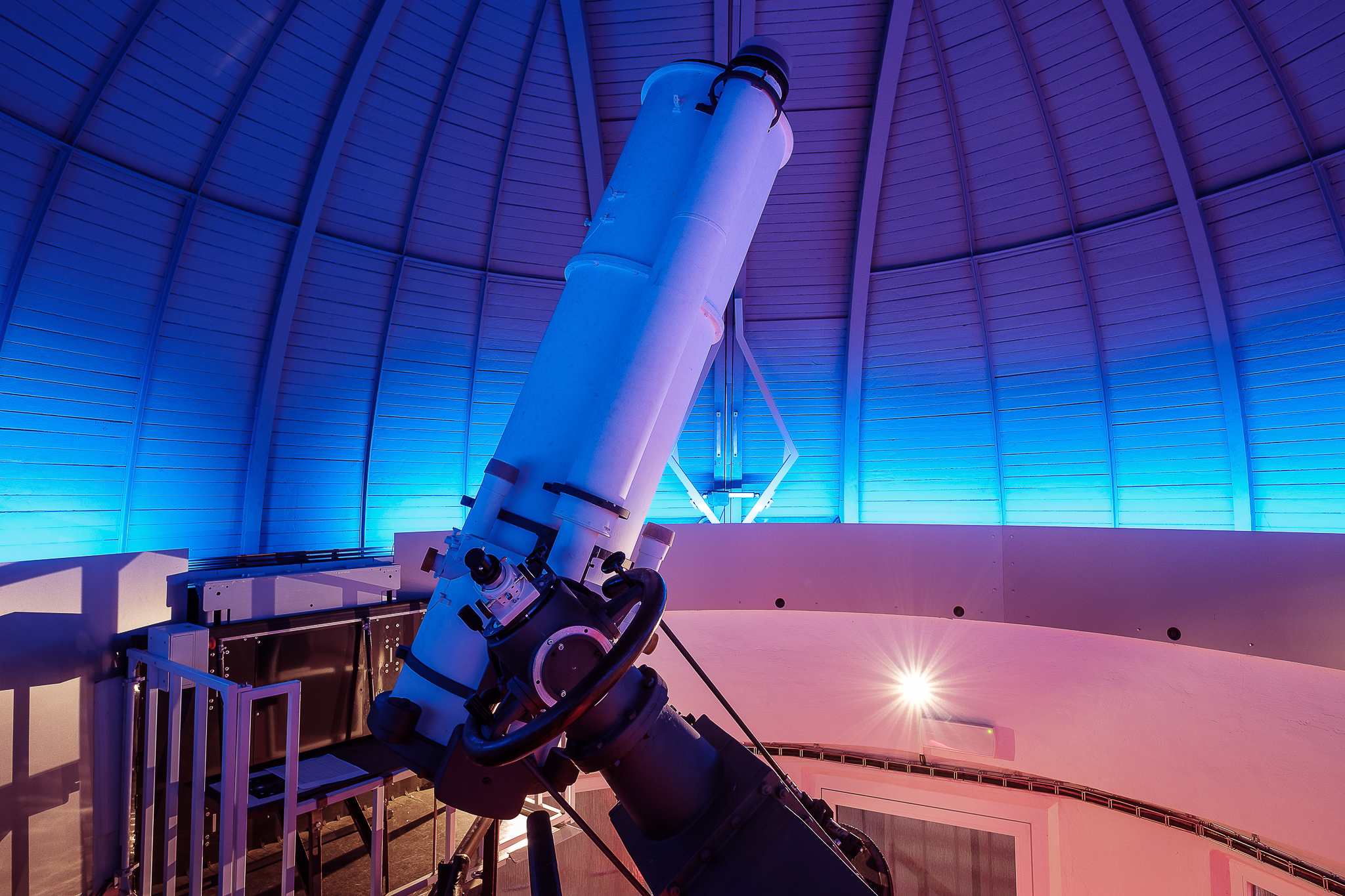
Zrcadlový dalekohled
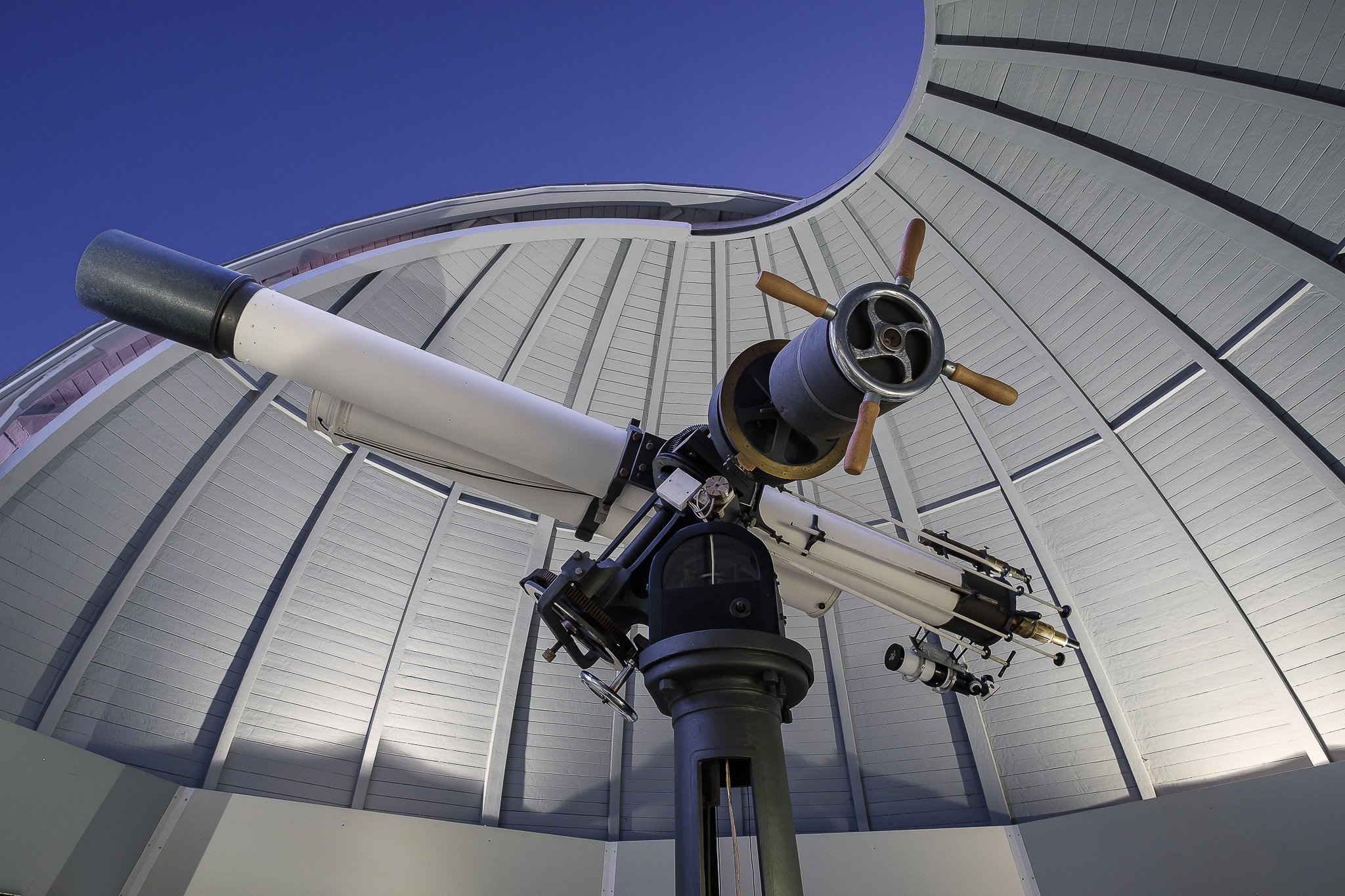
Čočkový dalekohled
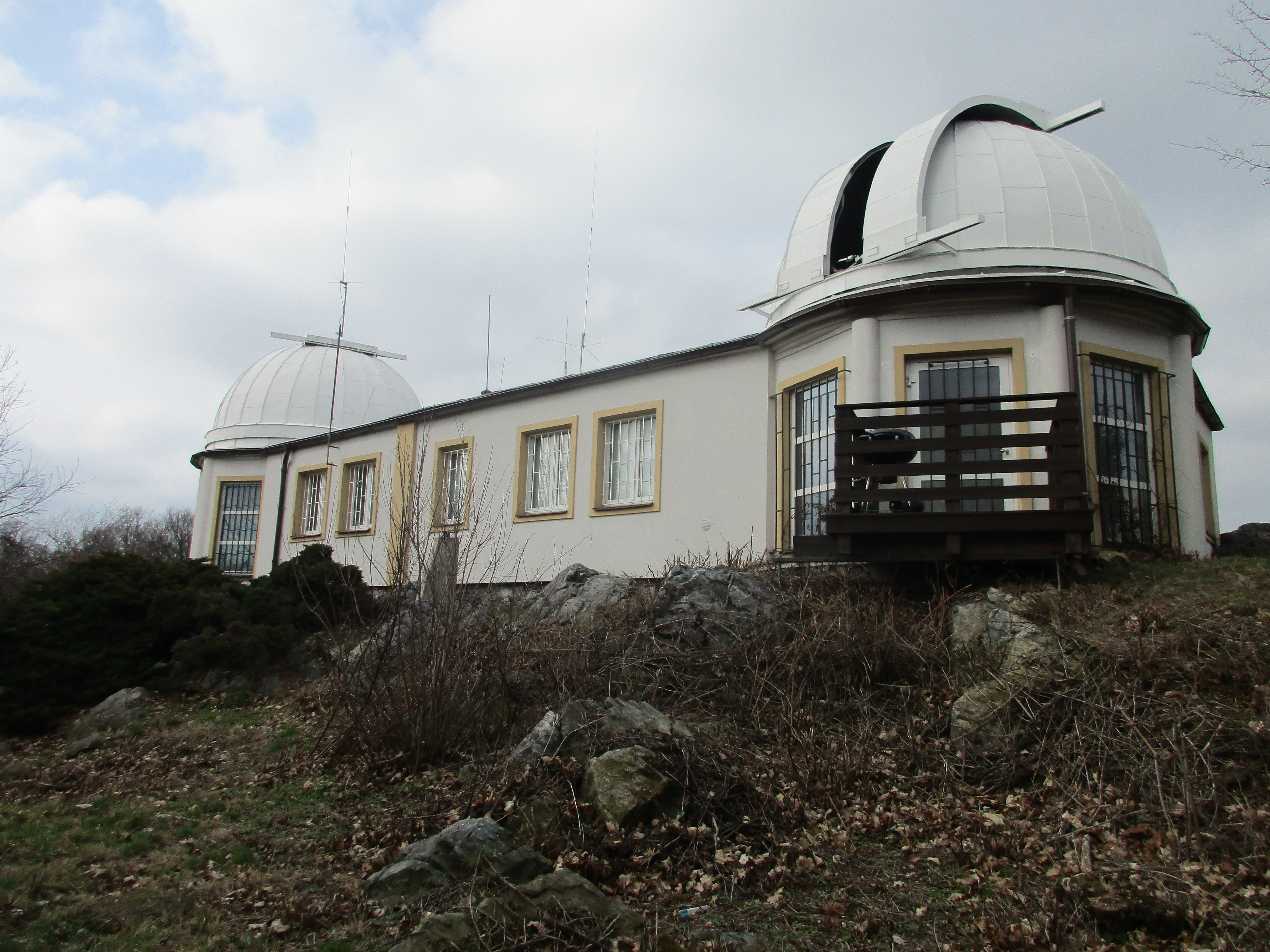
Hvězdárna z jihovýchodu
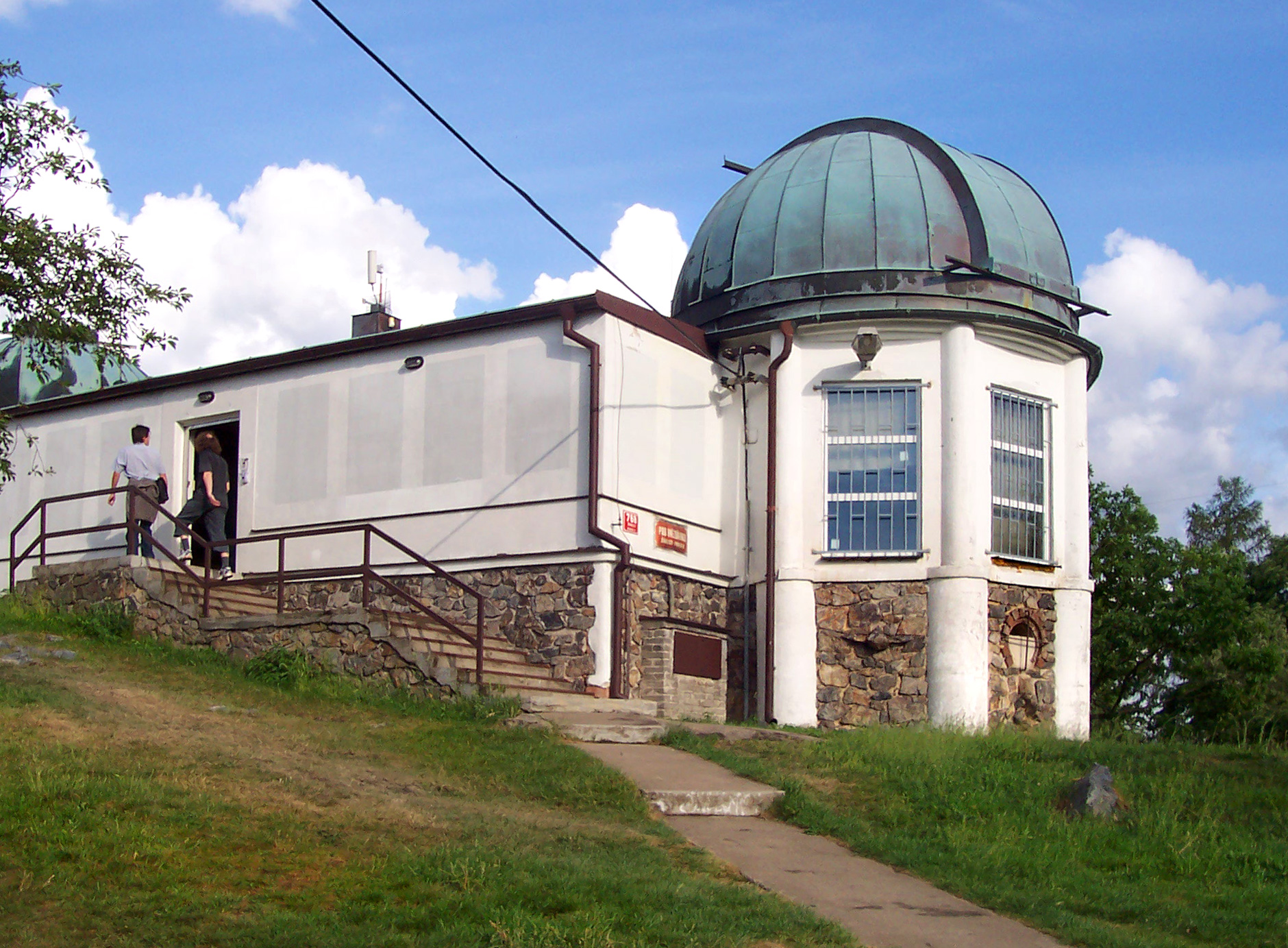
Hvězdárna ze severozápadu
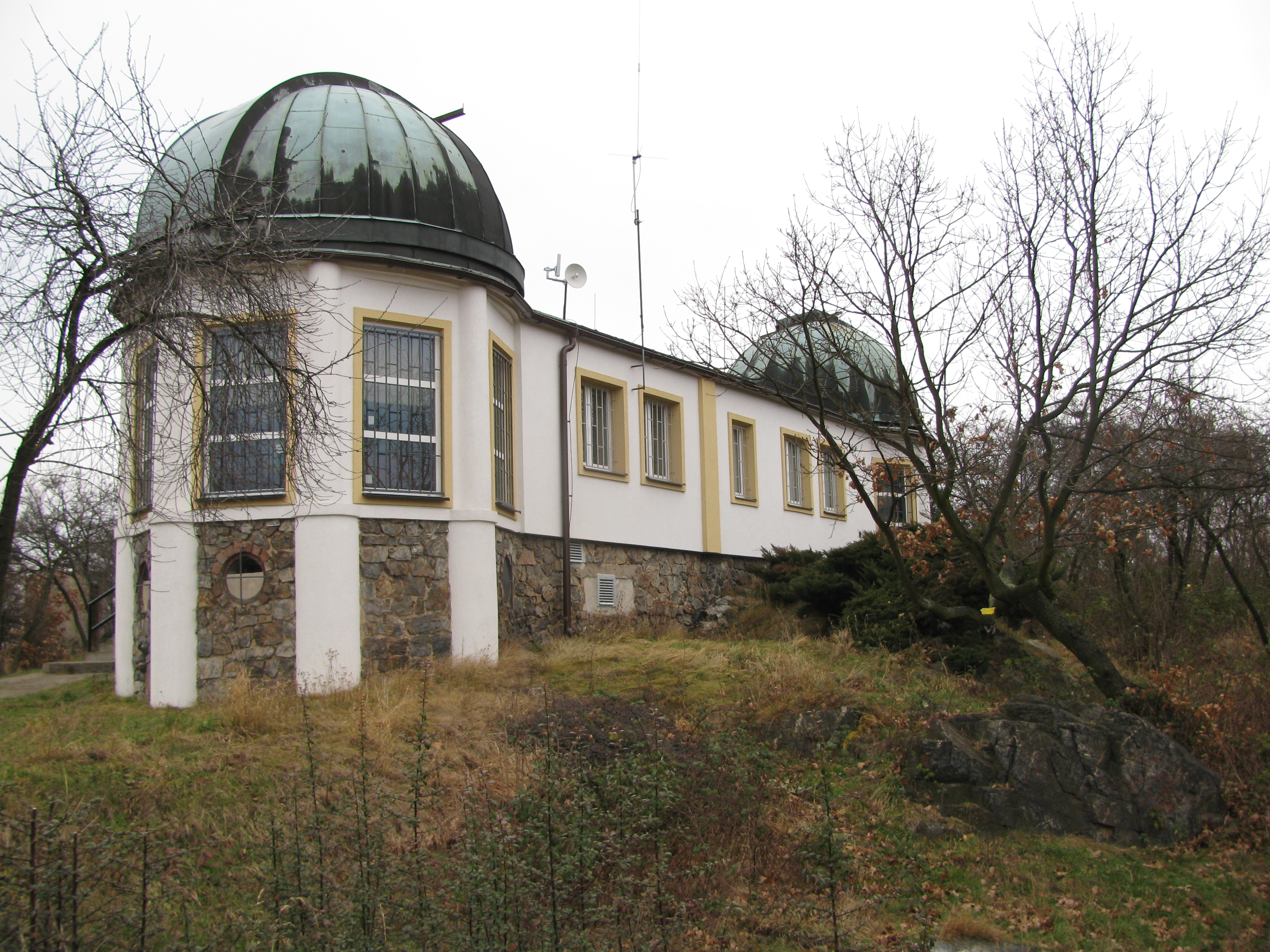
Hvězdárna z jihozápadu

## Historie
Hvězdárna byla vybudována v padesátých letech 20. století díky úsilí členů astronomického kroužku založeného místním učitelem Zdeňkem Cornem (1921 - 2003). Z. Corn se o provoz hvězdárny staral až do svého odchodu do důchodu. Jeden z členů kroužku, jemný mechanik Tůma, vyučený u firmy Srba a Štýs, pro kroužek vytvořil malý dalekohled.
S rostoucím zájmem o kroužek vznikla myšlenka postavit stálou observatoř. Ze skromného návrhu malého domku s posuvnou střechou se postupně vyvinul plán budovy se dvěma kopulemi o průměru 5 m. Pro výstavbu bylo zapotřebí 25 panelů, které byly zakoupeny za symbolickou cenu 1 Kčs za kus. Kostry obou kopulí byly vyrobeny dole v obci a s pomocí autojeřábu umístěny na svá místa.
Příznivcem kroužku byl dr. Miloslav Wimmer (1922-2010), tvůrce panelové soustavy, která byla využita při stavbě části hvězdárny. Mezi členy kroužku patřili i svářeč Šittner, elektrikář Václav Kretschner, zámečník Jiří Sluka, truhlář František Vaněk a klempíř Jarolím. Odborným poradcem při výstavbě byl astronom Dr. Hubert Slouka. Slouka se také zasloužil o instalaci dalekohledu Československé astronomické společnosti, který byl uskladněný v Národním technickém muzeu.
První část hvězdárny zahájila činnost 3. listopadu 1956. Do roku 1965 byla přistavěna nová kancelář, suterénní prostory, západní kopule a prosklená spojovací chodba. Do nové kopule byla instalována pozorovací technika ze soukromé hvězdárny Mgr. Fischera z Prahy-Podolí, obsahující čočkový dalekohled o průměru 19 cm a zrcadlový dalekohled o průměru 30 cm na klasické německé paralaktické montáži.
V roce 1968 byla obec Ďáblice začleněna do Prahy a hvězdárna v Ďáblicích se stala součástí Štefánikovy hvězdárny na Petříně a v roce 1970 byla přistavena další kopule o průměru 3,5 m. Poměrně dlouho byly významnou dominantou okolí hvězdárny i rádiové antény, které sloužily tehdejšímu Výzkumnému ústavu radiotechniky a elektroniky. V roce 1979 došlo ke sloučení obou hvězdáren s Planetáriem ve Stromovce, čímž vznikla společnost Hvězdárna a Planetárium hlavního města Prahy.
V průběhu osmdesátých a devadesátých let zde probíhal specializovaný program sledování zákrytů hvězd Měsícem, který byl později rozšířen i na zákryty hvězd planetkami. Postupně se přešlo od vizuálního pozorování k preciznějšímu záznamovému pozorování prostřednictvím kamer. Výsledky tohoto programu jsou odesílány do zahraničí pro využití specializovanými vědeckými institucemi. Hvězdárna je tak zapojena do celosvětové sítě. 
V průběhu devadesátých let byla realizována výstavba kanalizace a vodovodní přípojky, stejně jako renovace původní prosklené chodby a výměna oken a zateplení celé budovy.